# کبوتر یونگاس
کبوتر یونگاس (نام علمی: Leptotila megalura) نام یک گونه از تیره کبوتر است.